# Cantó de Longuyon
El cantó de Longuyon és un cantó francès del departament de Meurthe i Mosel·la, situat al districte de Briey. Té 23 municipis i el cap és Longuyon.

## Municipis
- Allondrelle-la-Malmaison
- Beuveille
- Charency-Vezin
- Colmey
- Cons-la-Grandville
- Doncourt-lès-Longuyon
- Épiez-sur-Chiers
- Fresnois-la-Montagne
- Grand-Failly
- Han-devant-Pierrepont
- Longuyon
- Montigny-sur-Chiers
- Othe
- Petit-Failly
- Pierrepont
- Saint-Jean-lès-Longuyon
- Saint-Pancré
- Tellancourt
- Ugny
- Villers-la-Chèvre
- Villers-le-Rond
- Villette
- Viviers-sur-Chiers

## Història
| Data d'elecció                           | Identitat          | Partit                                            | Qualitat |
| ---------------------------------------- | ------------------ | ------------------------------------------------- | -------- |
| 1945-1951                                | M. Leduc           | radical                                           |          |
| 1951-1958                                | Pierre de Chevigny | CNIP                                              |          |
| 1958-1976                                | Robert Drapier     | UDST, després divers gauche                       |          |
| 1976-                                    | Pierre Mersch      | Divers gauche, després PS, després sense etiqueta |          |
| les dades anteriors no són pas conegudes |                    |                                                   |          |
|                                          |                    |                                                   |          |

## Demografia
| A partir de 1990: Població sense dobles comptes |